# Subleuconycta sugii
Subleuconycta sugii är en fjärilsart som beskrevs av Charles Boursin 1962. Subleuconycta sugii ingår i släktet Subleuconycta och familjen nattflyn. Inga underarter finns listade i Catalogue of Life.